# Воздушный поцелуй (фильм, 1991)
«Воздушный поцелуй» — советский фильм 1991 года режиссёра Абая Карпыкова.

## Сюжет
Юная медсестра Настя накануне свадьбы с преуспевающим врачом, испытывает сомнения, продиктованные желанием самоутвердиться. Совершенно неожиданно девушка предпочитает жениху и другим своим поклонникам травмированного автогонщика, попавшего в больницу…

## В ролях
- Катри Хорма[англ.] — Настя, медсестра
- Олег Рудюк — Сергей Владимирович
- Константин Роднин — Коля
- Валентин Никулин — Михаил Ильич
- Павел Соколов — Денис Трофимович
- Надежда Резон — Люся
- Лариса Маркарьян — врач
- Валентина Губская — санитарка
- Валентин Сефер — Андрей, гонщик

## Критика
Второй фильм режиссёра Абая Карпыкова, отмечается, что в нём:

кинематографический стиль с головой выдавал авторскую увлеченность, с одной стороны, нонконформистскими американскими фильмами, а с другой — жанром в его европейском понимании (в частности, французской версией лирического псевдотриллера).
Кирилл Разлогов в своей передаче «Культ кино», отметил, что для всех картин Карпыкова характерно не смешение жанров, но некий плавный переход одного в другой и обратно — в пример он привёл мелодраму «Воздушный поцелуй», в которой мелодраматическое настроение ленты соединилось с элементами иронии, причем иронизирует режиссёр и над самим жанром мелодрамы.
Киновед Александр Фёдоров также писал, что этот фильм, как и дебютная «Влюблённая рыбка», продолжает поиски в том же направлении, фантазируя на темы французской «новой волны»:

С одной стороны, картина может показаться манерной мелодрамой. А с другой стороны — это нарядная и ироническая стилизация с намеками на эстетику Роже Вадима и незабываемый имидж Брижит Бардо. Словом, постмодерн да и только! При всем том пародийный, фильмотечный слой картины не слишком педалирован. Он нисколько не мешает эмоциональному восприятию. Тем паче, что молодые актеры играют увлеченно и искренне.